# The Time of Our Lives (EP)
The Time of Our Lives là một đĩa mở rộng của ca sĩ người Mỹ Miley Cyrus. Được phát hành tại Mỹ vào ngày 28 tháng 8 năm 2009 bởi hãng ghi âm Hollywood và chỉ bán duy nhất tại các cửa hàng Wal-Mart tại Mỹ. Đĩa mở rộng này được thu âm nhằm để quảng cáo cho nhãn hiệu quần áo của Miley Cyrus kết hợp với Max Azria được bán tại Wal Mart. Cyrus đã làm việc với một số nhà sản xuất và nhạc sĩ để cho ra đời album, chủ yếu là Dr. Luke và John Shanks, người tạo ra bài hát rất thành công của Miley là "The Climb". Về âm nhạc, album có khuynh hướng nghiêng về rock và cho thấy sự biến đổi về gu âm nhạc của Cyrus. Các bài hát trong album chủ yếu lấy cảm hứng từ tình yêu và sự dằn vặt trong cuộc sống của Miley, mặc dù cô chỉ là đồng sáng tác một bài duy nhất là "Before the Storm."
Đĩa mở rộng nhận được nhiều nhận xét tích cực từ các nhà đánh giá. Các nhà phê bình đánh giá album là một bước chuyển hóa thông minh. The Time of Our Lives cũng thành công về doanh số khi leo đến vị trí số 2 trên Billboard 200, trở thành album thứ tư của Cyrus nằm trong top 10 của bảng xếp hạng này.
Đĩa đơn đầu tiên, "Party in the U.S.A." trở thành bài hát có thứ hạng cao nhất của Miley trên Billboard Hot 100 và là đĩa đơn được bán nhiều nhất của Hãng thu âm Hollywood, vươn tới hạng 2 trên Billboard Hot 100 và top 10 ở nhiều nước khác. Cô cũng sẽ phát hành một đĩa đơn khác mang tên "When I Look at You", đĩa đơn là một bài hát trong dự án điện ảnh mới của Miley trong năm 2010 là phim The Last Song. Album được quảng bá chủ yếu qua các buổi biểu diễn trực tiếp tại nhiều địa điểm khác nhau, nổi bật là tour diễn quốc té đầu tiên của Miley là Wonder World Tour và màn biểu diễn tai tiếng ở Teen Choice Awards 2009. Đĩa mở rộng này đã bán được hơn 1.250.000 bản tại Mỹ

## Đón nhận

### Giới phê bình
Bài hát nhận được sự đóng nhận tích cực từ giới phê bình. Bill Lamb của About.com khen ngợi những bài hát "Kicking and Screaming", "Party in the U.S.A." và "The Time of Our Lives" cho sự năng động và những lời nhạc nhanh, dù vậy, ông mô tả những bản balland là "không xứng". Lamb cũng lưu ý rằng, "điểm mạnh nhất của sự thu hút và đặc điểm để phân biệt của Miley rõ ràng là giọng hát của cô ấy". Heather Phares của Allmusic nhận xét The Time of Our Lives là một bước đi đầy tự tin trên con đường mới. Phares khen ngợi "Kicking and Screaming", "Talk Is Cheap" và "Obsessed" khi đánh giá chúng là "trưởng thành" cộng với tấm chân dung của "một cô nàng nhạc rock và diva nhạc balland bên trong cô ấy". Mikael Wood của Entertainment Weekly so sánh "Obsessed" với thể loại nhạc kịch trong vở Những người khốn khổ và nói thêm rằng ông ấy "đang đợi cho bước đi theo dòng nhạc death-metal không thể tránh khỏi".

### Bảng xếp hạng
Do chỉ phát hành đĩa EP ở Mỹ nên nó chỉ xuất hiện trên bảng xếp hạng Billboard 200 dành cho album của Mỹ. Đến ngày 12 tháng 9 năm 2009, đĩa EP xuất hiện ở hạng 3 với 62,000 đĩa được bán ra. Nhờ thành tích này, Miley có được tám album nằm trong top 10 của bảng xếp hạng, bao gồm cả những đĩa với tên của Hannah Montana. Đến ngày 19 tháng 9 năm 2009, album vươn lên hạng 2 với doanh số tăng 154% lên 153.000 đĩa. The Time of Our Lives đứng trên thứ hạng cao nhất thêm một tuần nữa với 120.000 đĩa được bán ra. Đến ngày 3 tháng 10 năm 2009, album giảm 38% về doanh số, bán được 75.000 bản, tụt xuống vị trí thứ 5. Đến ngày 2 tháng 12 năm 2009, EP nhảy từ hạng 29 lên hạng 7 với 150,000 đĩa bán ra.

## Đĩa đơn
- "Party in the U.S.A." là đĩa đơn quảng bá đầu tiên của album, được phát hành ra toàn thế giới vào ngày 11 tháng 8 năm 2009 qua mạng[19][20]. Bài hát nhận được nhiều lời khen từ giới phê bình cho sự pha trộn giữa nhạc pop và nhạc đồng quê với một chút nhạc R&B và cho giai điệu cùng lời nhạc của bài. Nó đạt được thành công về thương mại với việc nằm trong top 10 các bảng xếp hạng âm nhạc ở Úc, Canada và Mỹ[21][22] với thứ hạng cao nhất là hạng 2 trên bảng xếp hạng Billboard Hot 100 và hạng 1 trên bảng xếp hạng Hot Digital Songs trong 5 tuần không liên tục ở Mỹ. Bài hát là đĩa đơn có sự ra mắt trên bảng xếp hạng cao nhất trong năm 2009, trở thành đĩa đơn có vị trí ra mắt cao nhất trên bảng xếp hạng của một nữ ca sĩ kể từ năm 2005[23][24], và là đĩa đơn bán chạy nhất của Hollywood Records[23].

- "When I Look at You" sẽ là đĩa đơn thứ hai từ đĩa mở rộng này nhằm để quảng cáo cho bộ phim sắp ra mắt của Miley là The Last Song[25]. Một video âm nhạc của bài hát, chỉ đạo bởi Adam Shankman, được lên lịch ra mắt vào tháng 10 năm 2009[26]. Tuy nhiên, video bị lộ trên mạng vào ngày 11 tháng 9 năm 2009. Video giới thiệu Cyrus với khung cảnh thiên nhiên, trong đó có bãi biển, cùng với Liam Hemsworth và chơi đàn piano[27][28]. Một video âm nhạc khác thay thế những cảnh thân mật giữa Miley và Liam bằng những cảnh từ phim[29]."When I Look at You" xuất hiện trên bảng xếp hạng Billboard Hot 100 ở hạng 88 nhờ vào sự gia tăng mạnh của download nhạc trực tuyến với hơn 36,000 lượt tải xuống, bài hát cũng xuất hiện trên UK Singles Chart ở vị trí khiêm tốn là 183 vào ngày 15 tháng 11 năm 2009[30]. Bài hát sẽ chính thức phát hành qua sóng radio từ ngày 16 tháng 2 năm 2010[31]. Video âm nhạc của bài hát sẽ ra mắt trên ABC Family vào ngày 21 tháng 2 năm 2010 để quảng cáo cho phim.

## Danh sách track
| STT              | Nhan đề                                                    | Sáng tác                                       | Thời lượng |
| ---------------- | ---------------------------------------------------------- | ---------------------------------------------- | ---------- |
| 1.               | "Kicking and Screaming"                                    | Ashlee Simpson, John Shanks, Kara DioGuardi    | 2:58       |
| 2.               | "Party in the U.S.A."                                      | Lukasz Gottwald, Claude Kelly, Jessica Cornish | 3:22       |
| 3.               | "When I Look at You"                                       | Shanks, Hillary Lindsey                        | 4:09       |
| 4.               | "The Time of Our Lives"                                    | Gottwald, Kelly, Kesha Sebert, Pebe Sebert     | 3:32       |
| 5.               | "Talk Is Cheap"                                            | Shanks, Amy Lindop                             | 3:40       |
| 6.               | "Obsessed"                                                 | Roger Lavoie                                   | 4:04       |
| 7.               | "Before the Storm" (Trực tiếp, song ca với Jonas Brothers) | Nick Jonas,Miley Cyrus, Shakur Green,          | 4:35       |
| Tổng thời lượng: | Tổng thời lượng:                                           | Tổng thời lượng:                               | 26:20      |

### Phiên bản quốc tế
| Phiên bản quốc tế | Phiên bản quốc tế                                          | Phiên bản quốc tế                                                | Phiên bản quốc tế |
| STT               | Nhan đề                                                    | Sáng tác                                                         | Thời lượng        |
| ----------------- | ---------------------------------------------------------- | ---------------------------------------------------------------- | ----------------- |
| 1.                | "Kicking and Screaming"                                    | Ashlee Simpson, John Shanks, Kara DioGuardi                      | 2:58              |
| 2.                | "Party in the U.S.A."                                      | Lukasz Gottwald, Claude Kelly, Jessica Cornish                   | 3:22              |
| 3.                | "When I Look at You"                                       | Shanks, Hillary Lindsey                                          | 4:09              |
| 4.                | "The Time of Our Lives"                                    | Gottwald, Kelly, Kesha Sebert, Pebe Sebert                       | 3:32              |
| 5.                | "Talk Is Cheap"                                            | Shanks, Amy Lindop                                               | 3:40              |
| 6.                | "Obsessed"                                                 | Roger Lavoie                                                     | 4:04              |
| 7.                | "Before the Storm" (Trực tiếp, song ca với Jonas Brothers) | Nick Jonas, Joe Jonas, Kevin Jonas II, Miley Cyrus, Shakur Green | 4:35              |
| 8.                | "The Climb"                                                | Jon Mabe, Jessi Alexander                                        |                   |
| Tổng thời lượng:  | Tổng thời lượng:                                           | Tổng thời lượng:                                                 | 30:12             |

| Japanese Bonus DVD | Japanese Bonus DVD                   | Japanese Bonus DVD |
| STT                | Nhan đề                              | Thời lượng         |
| ------------------ | ------------------------------------ | ------------------ |
| 1.                 | "Party In The U.S.A (Video âm nhạc)" |                    |
| 2.                 | "The Climb (Video âm nhạc)"          |                    |

## Bảng xếp hạng
| Bảng xếp hạng (2009)            | Vị trí cao nhất |
| ------------------------------- | --------------- |
| Australian Albums Chart         | 11              |
| Austrian Albums Chart           | 5               |
| Belgium Albums Chart (Flanders) | 93              |
| Belgium Albums Chart (Wallonia) | 59              |
| Canadian Albums Chart           | 9               |
| French Albums Chart             | 36              |
| German Albums Chart             | 34              |
| Irish Albums Chart              | 9               |
| Japan Oricon Albums Chart       | 10              |
| Italian Albums Chart            | 32              |
| Mexican Albums Chart            | 24              |
| New Zealand Albums Chart        | 9               |
| Norwegian Albums Chart          | 33              |
| Spanish Albums Chart            | 6               |
| Polish Albums Chart             | 32              |
| South African Albums Chart      | 13              |
| Swiss Albums Chart              | 23              |
| UK Albums Chart                 | 17              |
| U.S. Billboard 200              | 2               |

### Chứng nhận
| Quốc gia    | Chứng nhận |
| ----------- | ---------- |
| Tây Ban Nha | Bạch kim   |
| Úc          | Vàng       |
| New Zealand | Vàng       |
| Hoa Kỳ      | Bạch kim   |

## Phát hành
| Vùng                     | Ngày                     | Nhãn                  | Định dạng            |
| ------------------------ | ------------------------ | --------------------- | -------------------- |
| Hoa Kỳ                   | 31 tháng 8 năm 2009      | Hollywood Records     | CD, download nhạc số |
| Malaysia                 | 12 tháng 10 năm 2009     | Universal Music Group | CD, download nhạc số |
| Ireland                  | 16 tháng 10 năm 2009     | Hollywood Records     | CD, download nhạc số |
| Pháp                     | 19 tháng 10 năm 2009     | Hollywood Records     | CD, download nhạc số |
| Argentina                | 21 tháng 10 năm 2009     | Universal Music       | CD, download nhạc số |
| Tây Ban Nha              | 27 tháng 10 năm 2009     | Hollywood Records     | CD, download nhạc số |
| Brazil                   | 26 tháng 10 năm 2009     | Hollywood Records     | CD, download nhạc số |
| Liên hiệp Anh            | ngày 9 tháng 11 năm 2009 | Fascination Records   | CD, download nhạc số |
| Canada                   | 29 tháng 12 năm 2009     | Hollywood Records     | CD, download nhạc số |
| Nhật Bản                 | 13 tháng 1 năm 2010      | Avex Japan            |                      |
| Phiên bản chất lượng cao |                          |                       |                      |
| Nhật Bản                 | 26 tháng 1 năm 2010      | Avex Japan            | CD, CD+DVD           |